# Sommer-Paralympics 2008/Schießen
Bei den Sommer-Paralympics 2008 in Peking wurden in insgesamt zwölf Wettbewerben im Sportschießen Medaillen vergeben. Die Entscheidungen fielen zwischen dem 7. September und dem 12. September 2008 in der Schießhalle Peking, wo auch die olympischen Wettkämpfe stattfanden.

## Klassen
Es wird in zwei Klassen beim Sportschießen unterschieden:
- SH1 (Athleten brauchen keinen Schießstand)
- SH2 (Athleten brauchen einen Schießstand um ihren Arm aufzulehnen)

## Ergebnisse
Es nahmen insgesamt 140 Athleten, davon 100 männliche und 40 weibliche, an den paralympischen Schießwettkämpfen teil.

### Männer

#### Luftpistole 10 Meter (SH1)
| Platz | Land                | Athletin           | Ringe |
| ----- | ------------------- | ------------------ | ----- |
| 1     | Russland            | Waleri Ponomarenko | 672,4 |
| 2     | Russland            | Sergej Malischew   | 665,8 |
| 3     | Südkorea            | Lee Ju-Hee         | 664,6 |
| 4     | Russland            | Andrej Lebedinski  | 663,7 |
| 5     | Volksrepublik China | Ru Decheng         | 662,8 |
| 6     | Volksrepublik China | Li Jianfei         | 662,2 |
| 7     | Südkorea            | Park Sea-Kyun      | 660,9 |
| 8     | Türkei              | Korhan Yamac       | 658,4 |

Datum: 7. September 2008, 15:15 Uhr

#### Luftgewehr 10 Meter (SH1)
| Platz | Land                   | Athletin              | Ringe      |
| ----- | ---------------------- | --------------------- | ---------- |
| 1     | Schweden               | Jonas Jacobsson       | 700,5 (WR) |
| 2     | Deutschland            | Norbert Gau           | 693,7      |
| 3     | Slowenien              | Franc Pinter          | 693,2      |
| 4     | Australien             | Ashley Adams          | 693,0      |
| 5     | Deutschland            | Josef Johann Neumeier | 692,0      |
| 6     | Volksrepublik China    | Guo Dingchao          | 691,5      |
| 7     | Frankreich             | Cédric Friggeri       | 689,6      |
| 8     | Vereinigtes Königreich | Nathan Milgate        | 686,9      |

Datum: 8. September 2008, 12:30 Uhr

#### Freies Gewehr 50 Meter (SH1)
| Platz | Land                | Athletin              | Ringe       |
| ----- | ------------------- | --------------------- | ----------- |
| 1     | Schweden            | Jonas Jacobsson       | 1264,3 (WR) |
| 2     | Israel              | Doron Shaziri         | 1259,9      |
| 3     | Volksrepublik China | Dong Chao             | 1253,5      |
| 4     | Slowenien           | Franc Pinter          | 1243,6      |
| 5     | Südkorea            | Jae-Yong Sim          | 1242,1      |
| 6     | Südkorea            | Sung-Won Jang         | 1240,6      |
| 7     | Deutschland         | Josef Johann Neumeier | 1238,9      |
| 8     | Volksrepublik China | Gou Dingchao          | 1237,1      |

Datum: 10. September 2008, 16:00 Uhr

### Frauen

#### Luftgewehr 10 Meter (SH1)
| Platz | Land        | Athletin            | Ringe |
| ----- | ----------- | ------------------- | ----- |
| 1     | Slowakei    | Veronika Vadovicova | 494,8 |
| 2     | Deutschland | Manuela Schmermund  | 490,2 |
| 3     | Puerto Rico | Nilda Gomez Lopez   | 489,2 |
| 4     | Australien  | Libby Kosmala       | 489,1 |
| 5     | Norwegen    | Monica Lillehagen   | 488,3 |
| 6     | Schweden    | Lotta Helsinger     | 487,2 |
| 7     | Südkorea    | Kim Im-Yeon         | 486,3 |
| 8     | Frankreich  | Michele Amiel       | 483,8 |

Datum: 7. September 2008, 12:00 Uhr

#### Luftpistole 10 Meter (SH1)
| Platz | Land                | Athletin                | Ringe         |
| ----- | ------------------- | ----------------------- | ------------- |
| 1     | Volksrepublik China | Lin Haiyan              | 467,7         |
| 2     | Südkorea            | Aee-Kyung Moon          | 463,2         |
| 3     | Russland            | Natalja Dalekowa        | 462,6         |
| 4     | Russland            | Anastasia Pantelejewa   | 462,5         |
| 5     | Nordmazedonien      | Olivera Nakowska-Bikowa | 462,1         |
| 6     | Aserbaidschan       | Jelena Taranowa         | 460,1         |
| 7     | Türkei              | Aysel Ozgan             | 456,2 (+10,6) |
| 8     | Frankreich          | Young-Ee Bae            | 456,2 (+9,2)  |

Datum: 8. September 2008, 15:15 Uhr

#### Sportgewehr 50 Meter (SH1)
| Platz | Land                | Athletin            | Ringe      |
| ----- | ------------------- | ------------------- | ---------- |
| 1     | Südkorea            | Yun-Ri Lee          | 676,9 (WR) |
| 2     | Südkorea            | Im-Yeon Kim         | 671,0      |
| 3     | Volksrepublik China | Zhang Cuiping       | 668,6      |
| 4     | Slowakei            | Veronika Vadovicova | 667,8      |
| 5     | Südkorea            | Yoo-Jeong Lee       | 666,1      |
| 6     | Deutschland         | Manuela Schmermund  | 663,2      |
| 7     | Schweden            | Lotta Helsinger     | 659,9      |
| 8     | Volksrepublik China | Zhang Nan           | 655,3      |

Datum: 9. September 2008, 13:00 Uhr

### Mixed

#### Luftgewehr 10 Meter liegend (SH1)
| Platz | Land                   | Athletin            | Ringe         |
| ----- | ---------------------- | ------------------- | ------------- |
| 1     | Vereinigtes Königreich | Matt Skelhon        | 704,9         |
| 2     | Volksrepublik China    | Zhang Cuiping       | 704,4         |
| 3     | Südkorea               | Jae-Yong Sim        | 703,8 (+10,7) |
| 4     | Kanada                 | Christos Trifonidis | 703,8 (+10,6) |
| 5     | Slowakei               | Radoslav Malenovský | 703,8 (+10,5) |
| 6     | Slowakei               | Veronika Vadovicova | 703,7         |
| 7     | Russland               | Sergej Nochewnoj    | 703,0         |
| 8     | Japan                  | Aki Taguchi         | 702,0         |

Datum: 11. September 2008, 12:15 Uhr

#### Luftgewehr 10 Meter liegend (SH2)
| Platz | Land                | Athletin        | Ringe         |
| ----- | ------------------- | --------------- | ------------- |
| 1     | Südkorea            | Ji-Seok Lee     | 705,3         |
| 2     | Frankreich          | Raphael Voltz   | 705,1         |
| 3     | Schweden            | Viktoria Wedin  | 704,1 (+10,7) |
| 4     | Südkorea            | Ho-Gyoung You   | 704,1 (+10,6) |
| 5     | Slowenien           | Damjan Pavlin   | 704,0         |
| 6     | Australien          | Jason Maroney   | 703,9         |
| 7     | Dänemark            | Johnny Andersen | 703,8         |
| 8     | Volksrepublik China | Liu Jie         | 702,9         |

Datum: 9. September 2008, 16:00 Uhr

#### Luftgewehr 10 Meter stehend (SH2)
| Platz | Land                | Athletin            | Ringe         |
| ----- | ------------------- | ------------------- | ------------- |
| 1     | Südkorea            | Ji-Seok Lee         | 704,3         |
| 2     | Frankreich          | Raphael Voltz       | 703,5         |
| 3     | Neuseeland          | Michael Johnson     | 701,2 (+10,6) |
| 4     | Südkorea            | Ho-Gyoung You       | 701,2 (+10,2) |
| 5     | Australien          | Jason Maroney       | 700,6         |
| 6     | Deutschland         | Michael Brengmann   | 700,4         |
| 7     | Frankreich          | Tanguy de La Forest | 699,7         |
| 8     | Volksrepublik China | Liu Jie             | 698,6         |

Datum: 11. September 2008, 16:30 Uhr

#### Sportpistole 25 Meter (SH1)
| Platz | Land                | Athletin            | Ringe      |
| ----- | ------------------- | ------------------- | ---------- |
| 1     | Russland            | Andrej Lebedinsky   | 774,7 (WR) |
| 2     | Volksrepublik China | Li Jianfei          | 774,3      |
| 3     | Ukraine             | Waleri Ponomarenko  | 768,9      |
| 4     | Südkorea            | Ju-Hee Lee          | 766,4      |
| 5     | Volksrepublik China | Huang Wei           | 764,5      |
| 6     | Russland            | Sergej Malischew    | 762,9      |
| 7     | Italien             | Antonio Martella    | 762,0      |
| 8     | Österreich          | Hubert Aufschnaiter | 761,8      |

Datum: 10. September 2008, 14:00 Uhr

#### Freies Gewehr 50 Meter liegend (SH1)
| Platz | Land                | Athletin            | Ringe             |
| ----- | ------------------- | ------------------- | ----------------- |
| 1     | Schweden            | Jonas Jacobsson     | 695,8             |
| 2     | Volksrepublik China | Zhang Cuiping       | 692,9             |
| 3     | Volksrepublik China | Dong Chao           | 689,3             |
| 4     | Australien          | Ashley Adams        | 688,5             |
| 5     | Indien              | Naresh Sharma       | 688,2             |
| 6     | Russland            | Sergej Nochewnoj    | 687,8 (+9,5+10,6) |
| 7     | Südkorea            | Yoo-Jeong Lee       | 687,8 (+9,5+10,5) |
| 8     | Slowakei            | Veronika Vadovicova | 687,4             |

Datum: 12. September 2008, 12:00 Uhr

#### Freie Pistole 50 Meter (SH1)
| Platz | Land                | Athletin           | Ringe        |
| ----- | ------------------- | ------------------ | ------------ |
| 1     | Südkorea            | Sea-Kyun Park      | 644,9 (WR)   |
| 2     | Südkorea            | Ju-Hee Lee         | 630,1        |
| 3     | Russland            | Waleri Ponomarenko | 627,8        |
| 4     | Volksrepublik China | Ru Decheng         | 627,0        |
| 5     | Russland            | Sergej Malischew   | 623,8        |
| 6     | Iran                | Bahman Karimi      | 622,7 (+8,1) |
| 7     | Türkei              | Korhan Yamac       | 622,7 (+7,3) |
| 8     | Volksrepublik China | Huang Wei          | 621,5        |

Datum: 12. September 2008, 15:30 Uhr

## Medaillenspiegel Schießen
| Medaillenspiegel Schießen | Medaillenspiegel Schießen | Medaillenspiegel Schießen | Medaillenspiegel Schießen | Medaillenspiegel Schießen | Medaillenspiegel Schießen |
| Platz                     | Land                      | G                         | S                         | B                         | Gesamt                    |
| ------------------------- | ------------------------- | ------------------------- | ------------------------- | ------------------------- | ------------------------- |
| 01                        | Südkorea                  | 4                         | 3                         | 2                         | 9                         |
| 02                        | Schweden                  | 3                         | –                         | 1                         | 4                         |
| 03                        | Russland                  | 2                         | 1                         | 2                         | 5                         |
| 04                        | Volksrepublik China       | 1                         | 3                         | 3                         | 7                         |
| 05                        | Slowakei                  | 1                         | –                         | –                         | 1                         |
| 05                        | Vereinigtes Königreich    | 1                         | –                         | –                         | 1                         |
| 07                        | Deutschland               | –                         | 2                         | –                         | 2                         |
| 07                        | Frankreich                | –                         | 2                         | –                         | 2                         |
| 09                        | Slowenien                 | –                         | 1                         | –                         | 1                         |
| 10                        | Neuseeland                | –                         | –                         | 1                         | 1                         |
| 10                        | Puerto Rico               | –                         | –                         | 1                         | 1                         |
| 10                        | Slowenien                 | –                         | –                         | 1                         | 1                         |
| 10                        | Ukraine                   | –                         | –                         | 1                         | 1                         |